# Celso Marzucchi
Celso Marzucchi (Siena, 1º settembre 1800 – Firenze, 15 agosto 1877) è stato un giurista e politico italiano.
Inizialmente insegnante all'Università di Siena fu scacciato perché mazziniano e aderente alla Giovine Italia.
Modesto avvocato a Firenze, fu ministro dell'istruzione del Granducato di Toscana nel governo di Gino Capponi.
Presidente (1859) della Corte d'appello fiorentina e membro della Consulta, fu nominato nel 1860 senatore del regno.
Presiedette il severo processo a carico dell'ammiraglio Carlo Persano.